# Árnafjall (Mykines)
De Árnafjall is een berg die ligt op het eiland Mykines, Faeröer. De berg heeft een hoogte van 350 meter.